# Ragnar Grönhagen
Karl Gustaf Ragnar Grönhagen, född den 8 februari 1878 i Bankeryds församling, Jönköpings län, död den 23 augusti 1964 i Saltsjöbaden, var en svensk jurist. Han tillhörde ätten Grönhagen.
Grönhagen avlade mogenhetsexamen i Jönköping 1896 och juris utriusque kandidatexamen vid Uppsala universitet 1902. Efter tingstjänstgöring tjänstgjorde han som adjungerad ledamot i Svea hovrätt i nära tre år och som tillförordnad domhavande i över tio år. Grönhagen utnämndes till vice häradshövding 1918. Han var häradshövding i Gästriklands västra domsaga 1920–1946. Grönhagen blev riddare av Nordstjärneorden 1929 och kommendör av andra klassen av samma orden 1942. Han vilar på Ovansjö kyrkogård.